# Badminton-Ozeanienmeisterschaft 2015
Die Badminton-Ozeanienmeisterschaft 2015 fand vom 12. bis zum 15. Februar 2015 in Auckland (Neuseeland) statt. Es war die 10. Austragung dieser Kontinentalkämpfe im Badminton in Ozeanien.

## Medaillengewinner
| Disziplin    | Gold                          | Silber                                     | Bronze                         |
| ------------ | ----------------------------- | ------------------------------------------ | ------------------------------ |
| Herreneinzel | Daniel Guda                   | Luke Charlesworth                          | Ashwant Gobinathan             |
| Herreneinzel | Daniel Guda                   | Luke Charlesworth                          | Michael Fariman                |
| Dameneinzel  | Wendy Chen                    | Joy Lai                                    | Talia Saunders                 |
| Dameneinzel  | Wendy Chen                    | Joy Lai                                    | Jennifer Tam                   |
| Herrendoppel | Matthew Chau Sawan Serasinghe | Kevin Dennerly-Minturn Oliver Leydon-Davis | Anthony Joe Pit Seng Low       |
| Herrendoppel | Matthew Chau Sawan Serasinghe | Kevin Dennerly-Minturn Oliver Leydon-Davis | Maoni Hu He Kent Palmer        |
| Damendoppel  | Leanne Choo Gronya Somerville | Talia Saunders Jennifer Tam                | Wendy Chen Louisa Ma           |
| Damendoppel  | Leanne Choo Gronya Somerville | Talia Saunders Jennifer Tam                | Emma Chapple Danielle Tahuri   |
| Mixed        | Robin Middleton Leanne Choo   | Oliver Leydon-Davis Danielle Tahuri        | Matthew Chau Gronya Somerville |
| Mixed        | Robin Middleton Leanne Choo   | Oliver Leydon-Davis Danielle Tahuri        | Michael Fariman Talia Saunders |